# Inside Information
Inside Information es el sexto álbum de estudio de la banda de hard rock Foreigner, publicado el 8 de diciembre de 1987 por Atlantic Records. El disco escaló hasta la posición No. 15 en la lista Billboard 200 y fue certificado como disco de platino en los Estados Unidos.

## Lista de canciones
1. "Heart Turns to Stone" (Mick Jones, Lou Gramm) – 4:29
2. "Can't Wait" (Jones, Gramm) – 4:27
3. "Say You Will" (Jones, Gramm) – 4:12
4. "I Don't Want to Live Without You" (Jones) – 4:52
5. "Counting Every Minute" (Jones, Gramm) – 4:11
6. "Inside Information" (Jones) – 4:09
7. "The Beat of My Heart" (Jones, Gramm) – 5:10
8. "Face to Face" (Jones, Gramm) – 3:53
9. "Out of the Blue" (Jones, Gramm, Rick Wills, Dennis Elliott) - 4:42
10. "A Night to Remember" (Jones, Gramm) – 4:07